# Drymornis
Drymornis is een geslacht van zangvogels uit de familie ovenvogels (Furnariidae). De enige soort:
- Drymornis bridgesii – Sabelmuisspecht